# کربن تری‌اکسید

ایزومرهای کربن تری اکسید

کربن تری اکسید (CO۳)، ترکیبی ناپایدار است که حاصل واکنش کربن دی اکسید (CO۲) و اتم اکسیژن (O) می باشد . 
کربن دی اکسید بعلاوه اکسیژن = کربن تری اکسید .